# Великая ордовикская биодиверсификация

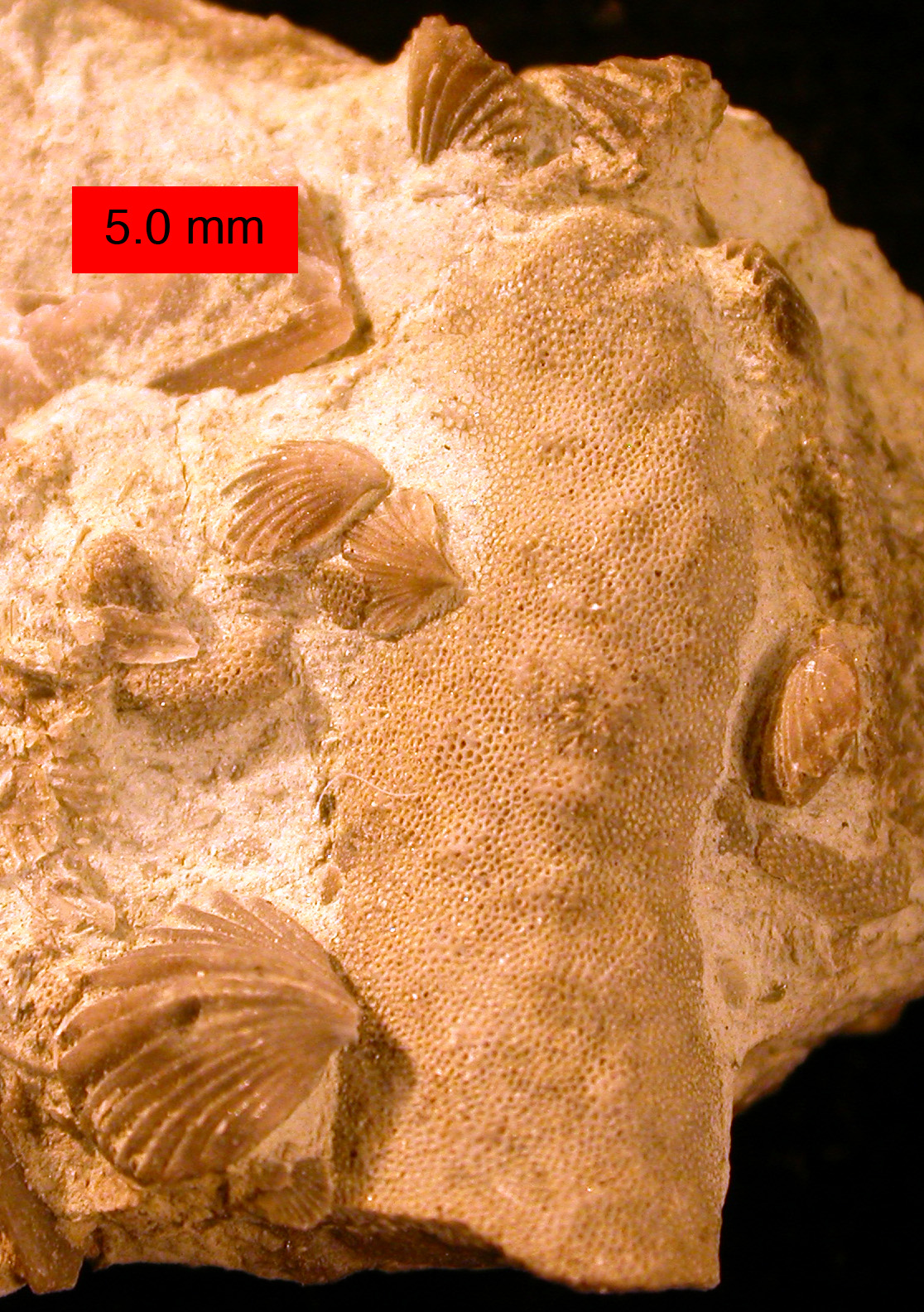
Плеченогие вида Zygospira modesta на мшанке, останки времён позднего ордовика

Вели́кая ордо́викская биодиверсифика́ция, великая ордовикская радиация, ордовикское биотическое событие диверсификации, или великая ордовикская вспышка биоразнообразия (англ. Great Ordovician Biodiversification Event – GOBE) — масштабная эволюционная радиация, происходившая в течение второй половины кембрийского периода и первой половины ордовикского периода. Согласно исследованию 2020 года, ордовикская диверсификация охватывает период от 497,05 до 467,33 млн лет назад, таким образом, она длилась 29,72 млн лет. При этом великая ордовикская биодиверсификация не была одним большим событием, поскольку разные клады животных появлялись в разные временные интервалы в течение ордовикского периода. К концу ордовикского периода из-за увеличения числа организмов-эндемиков темпы эволюции вновь замедлились, на чём ордовикская эволюционная радиация завершилась.
По значимости ордовикская диверсификация ничуть не уступает более раннему и более известному «кембрийскому взрыву», произошедшему 539 млн лет назад, поскольку в результате неё на планете появились современные классы и отряды многих групп животных, такие как головоногие, брюхоногие и двустворчатые моллюски. Общее число отрядов животных увеличилось вдвое, семейств — втрое. Разнообразие морских видов животных достигло среднего показателя по всему палеозою. Усилился биологический провинциализм среди различных фаун организмов, они перестали быть повсеместно одинаковыми. Экосистемы стали более развитыми, усложнились цепи питания. Появившаяся в ордовике морская фауна живых организмов не претерпевала больших изменений вплоть до массового пермского вымирания 252 млн лет назад и последующей мезозойской перестройки морских экосистем.